# 国姓寺
国姓寺（こくせいじ）は福島県会津若松市にある曹洞宗の寺院。山号は広沢山。本尊は釈迦如来。
新編会津風土記によれば、文禄元年（1593年）に林廓という僧によって開創され、天寧寺の末寺であったという。境内にある観音堂には一尺七寸の聖観音が安置されており、会津三十三観音の16番札所・平沢観音（ひらさわかんのん）として信仰を集める。